# Парагвай на Олимпийских играх
Парагвай впервые принял участие в Олимпийских играх в 1968 году на Играх в Мехико и с тех пор не пропустил ни одной летней Олимпиады, кроме Игр 1980 года в Москве. 
До Олимпиады в Сочи спортсмены Парагвая не принимали участия в зимних Олимпийских играх. 
За время выступления на летних Олимпиадах парагвайские спортсмены завоевали только одну олимпийскую медаль. В 2004 году на Играх в Афинах футболисты Парагвая  уступили в финале Олимпийского турнира команде Аргентины и получили серебряную медаль.

## Медалисты
| Медаль  | Спортсмен                   | Игры       | Вид спорта | Дисциплина |
| ------- | --------------------------- | ---------- | ---------- | ---------- |
| Серебро | Сборная Парагвая по футболу | 2004 Афины | Футбол     | Мужчины    |

## Медальный зачёт
| Игры       | Золото | Серебро | Бронза | Всего |
| ---------- | ------ | ------- | ------ | ----- |
| 2004 Афины | 0      | 1       | 0      | 1     |
| Итого      | 0      | 1       | 0      | 1     |